# Nathan Trent
Nathanaele Koll, poklicno znan kot Nathan Trent, avstrijski pevec, * 4. april 1992.
Trent je zastopal Avstrijo na tekmovanju za Pesem Evrovizije 2017, s pesmijo »Running on Air« v finalu se je uvrstil na 16. mesto. 

## Kariera
Nathan Trent se je rodil v Innsbrucku, očetu Avstrijcu in mami Italijanki dne 4. aprila 1992. Dne 18. junija 2016 je Trent izdal svoj glasbeni prvenec »Like It Is«.  Istega leta konec decembra je bil razglašen za avstrijskega predstavnika na tekmovanju za pesem Evrovizije 2017. Njegova pesem »Running on Air« je izšla 28. februarja 2017. Preden je bil razglašen za avstrijskega predstavnika je bil uvrščen v ožji izbor Unser Song 2017, nemškega nacionalenga izbora za predstavnika Nemčije na Pesmi Evrovizije 2017. Iz izobra je bil kasneje tudi samodejno izločen, saj po predpisih Evropske radiodifuzijske zveze izvajalec ne more isto leto predstavljati več kot ene države na tekmovanju.  Trent je nastopil v drugem polfinalu iz katerega se je prebil v finale in v finalu zasedel 16. mesto s 93 točkami. 

## Diskografija

### Pesmi
- »Like It Is« (2016)
- »Running on Air«  (2017)
- »Good Vibes«  (2017)
- »Secrets« (z J-MOX, 2018)
- »Killer«  (2018)
- »Won't Let You Go« (s Poptrackerjem, 2018)
- »Legacy«  (2019)
- »Over You« (z J-MOX, 2019)
- »I Got Me« (2019)
- »Sweet Dreams« (2019)
- »Timeline« (2020)
- »Millions« (z J-MOX, 2020)
- »Most of It« (2020)
- »Late Night Friends« (2022)